# Пожилов, Владимир Иванович
Владимир Иванович Пожилов (26.10.1942 — 04.08.2001) — российский учёный в области общего земледелия, член-корреспондент РАСХН (1995).

## Биография
Родился в пос. Чархин Постдаргомского района Самаркандской области. Окончил Самаркандский СХИ им. В. В. Куйбышева (1964).
- 1964—1967 агроном, старший агроном племфермы № 1 зерносовхоза «Галля-Арал № 7» Аральского района Самаркандской области.
- 1967—1972 аспирант, агроном-наблюдатель, научный сотрудник, старший научный сотрудник кафедры агрохимии и общего земледелия Самаркандского СХИ им. В. В. Куйбышева.
- 1972—1990 старший научный сотрудник, заведующий лабораторией, ведущий научный сотрудник лаборатории агрохимии и удобрений ВНИИ орошаемого земледелия.
- 1990—2001 генеральный директор НПО «Волгоградское», директор Нижне-Волжского НИИ сельского хозяйства.

Доктор с.-х. наук (1992), профессор (1994), член-корреспондент РАСХН (1995).
Один из разработчиков системы применения удобрений на орошаемых землях в Поволжье и на Северном Кавказе.
Автор (соавтор) около 150 научных трудов, в том числе 22 книг и брошюр, 25 изобретений.
Публикации:
- Научные основы и рекомендации по применению удобрений в Поволжье / соавт.: А. Г. Марковский и др. — Саратов: Приволж. кн. изд-во, 1976. — 191 с.
- Руководство по использованию орошаемых земель в Волгоградской области. — Волгоград, Нижне-Волжское кн. изд-во, 1976. — 135 с.
- Система применения удобрений на орошаемых землях Поволжья и Северного Кавказа: (рекомендации) / соавт. Е. И. Столыпин; Госагропром РСФСР. — М.: Росагропромиздат, 1990. — 49 c.
- Система ведения агропромышленного производства Волгоградской области на 1996—2010 гг. / гл. ред. В. И. Пожилов. — Волгоград: Ком. по печати, 1997. — 208 c.